# Drache (1929)
Le Drache (en français, Dragon) était un mouilleur de mines de la Kriegsmarine de 1941 à 1944. À son origine c'était un navire  de transport d'hydravions et ravitailleur de sous-marins du nom de Zmaj de la marine du royaume de Yougoslavie.
Il a été coulé au cours d'un raid aérien le 22 septembre 1944.

## Marine yougoslave
Le Zmaj a été construit en Allemagne au chantier naval Deutsche Werft au port de Hambourg. Il a été équipé d'un armement anti-aérien de la firme Škoda : deux canons de 83,5 mm de deux canons bi-tubes de 40 mm.

Comme transport d'hydravions il avait un treuil de levage de 6,5 tonnes.
En 1937 il a été reconverti en mouilleur de mines. Le Zmaj était l'une des plus grandes unités de la marine yougoslave. Il faisait partie de le flottille de sous-marins basée à Šibenik.

## Kriegsmarine
Le Zmaj est capturé le 17 avril 1941 dans le port de Split. Sous le nom de Drache il sert d'abord de navire de contrôle de la circulation aérienne pour la  Luftwaffe puis de navire de transport de troupes.
Après une rénovation en 1942 il reçoit un armement plus important et rejoint, comme mouilleurs de mines, la 21e U-Jagdflottille au port du Pirée en Grèce occupée. Il est rebaptisé Schiff 50.
De novembre 1942 à février 1943 il fait les essais, sur la ligne de front, des hélicoptères de reconnaissance Flettner Fl 282 Kolibri. Cela fut considéré comme le premier déploiement d'hélicoptères en aéronautique navale.
Le 22 septembre 1944, le Drache était dans le port de Vathy sur l'île de Samos. Au cours d'un raid aérien allié de chasseurs Bristol Beaufighter  il est frappé par des bombes. Le navire a coulé deux heures plus tard, après de fortes explosions. Le commandant, capitaine de corvette Joachim Wunning, membre du Parti national-socialiste des travailleurs allemands fut l'un des onze membres d'équipage morts dans ce bombardement.

## Note et référence
- (de) Cet article est partiellement ou en totalité issu de l’article de Wikipédia en allemand intitulé « Zmaj (Schiff, 1929) » (voir la liste des auteurs).